# Polybia dimidiata
Polybia dimidiata är en getingart som först beskrevs av Olivier 1791.  Polybia dimidiata ingår i släktet Polybia och familjen getingar. Inga underarter finns listade i Catalogue of Life.